# Pychówka

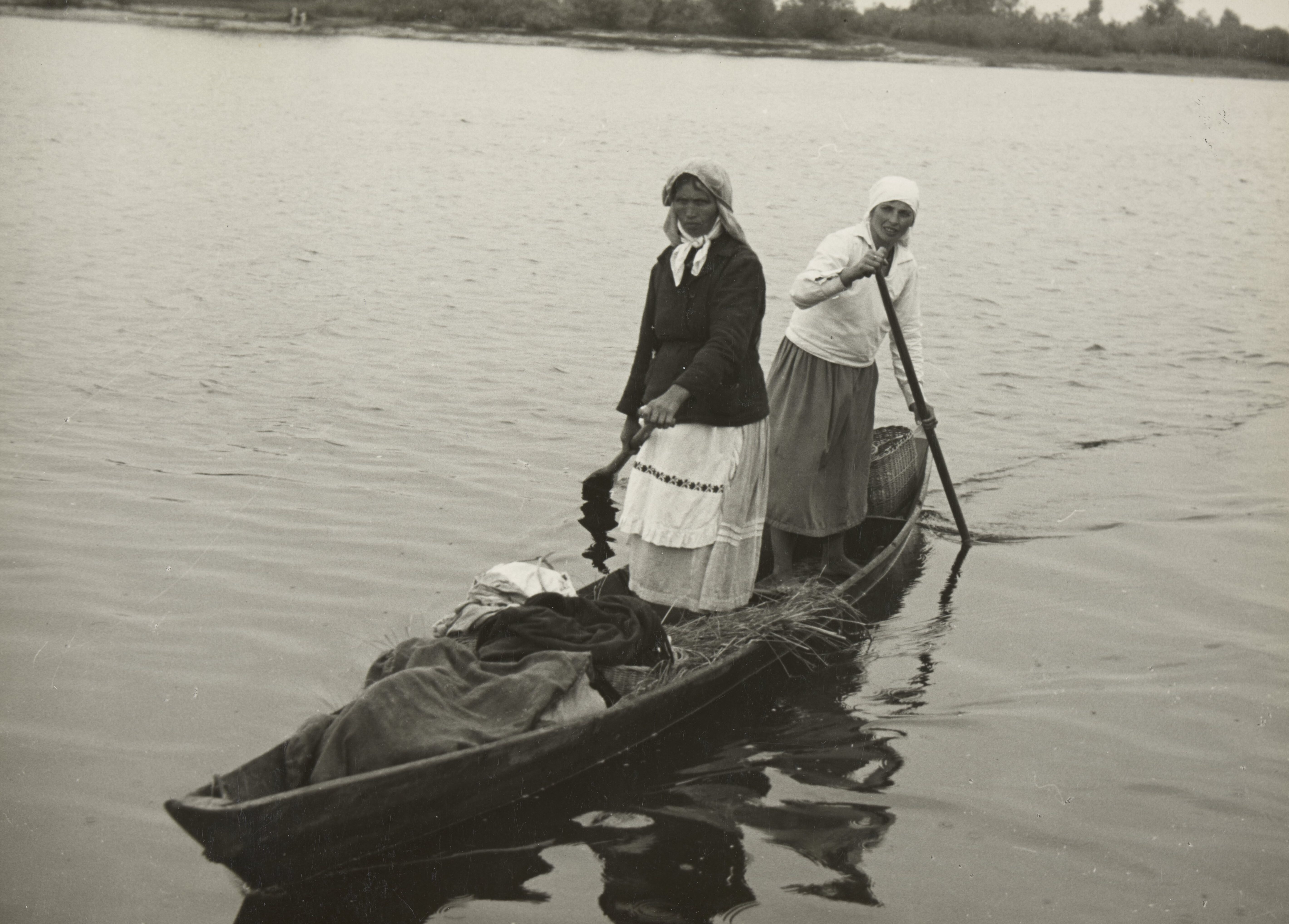
Pychówka na Prypeci, lata 30. XX wieku

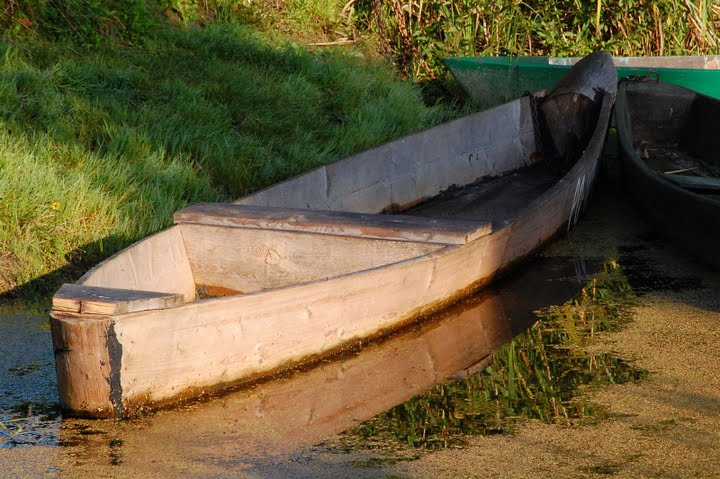
Tradycyjna pychówka używana na Narwi

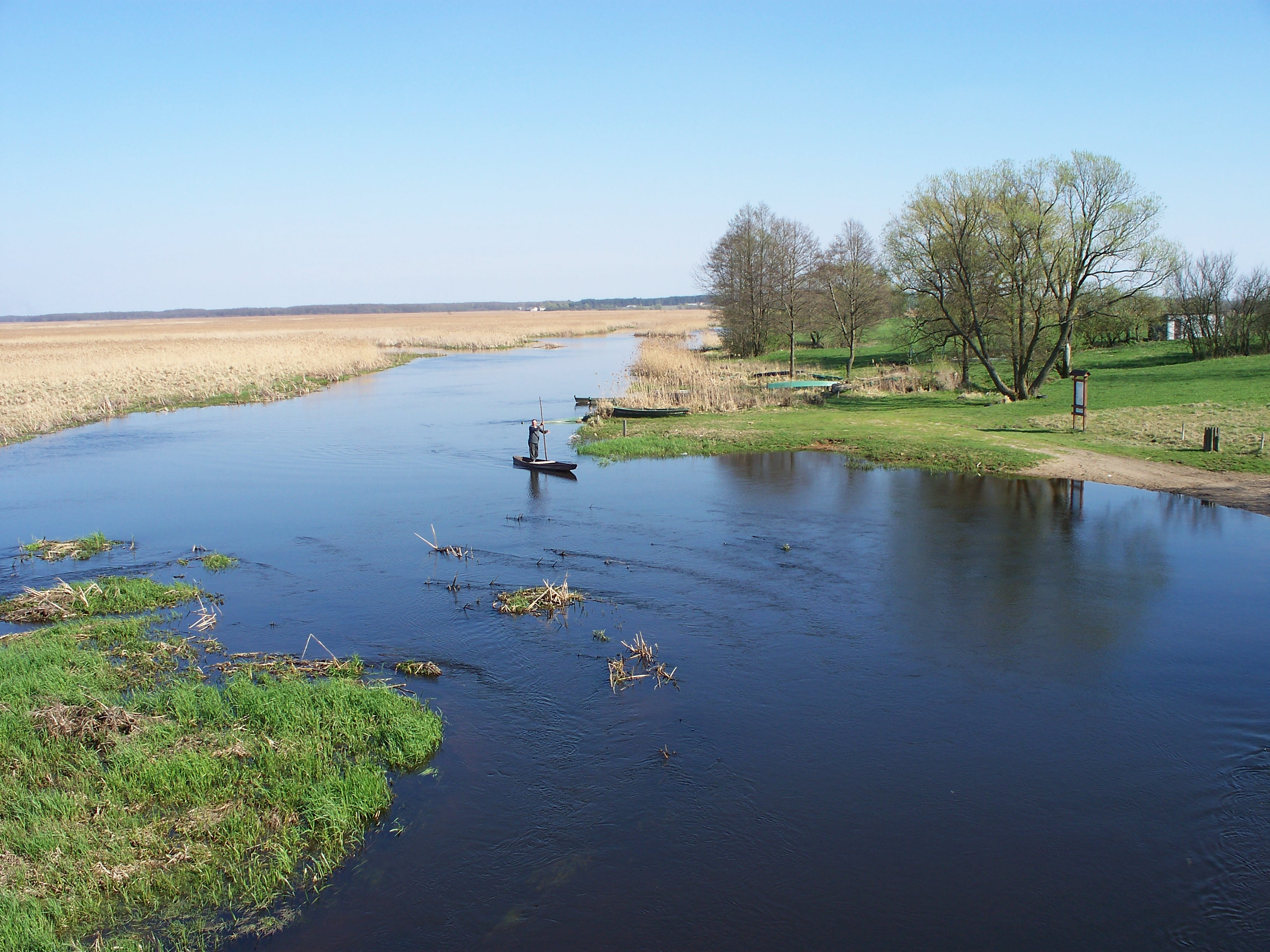
Pychówka w Waniewie nad Narwią

Pychówka – tradycyjna łódź rzeczna wykonywana z drewna, której pierwowzorem było czółno. 

## Opis
Pychówka o długości od 5 do 6 metrów i szerokości 1 metra, używana była między innymi do połowu ryb, przewozu siana, zwierząt oraz drewna, a obecnie służy głównie do rekreacji i wędkarstwa. Jej nazwa pochodzi od techniki pływania, polegającej na odpychaniu się od dna długim wiosłem lub tyczką. Mieszcząca 3–4 osoby łódź, używana jest w różnych odmianach na rzekach całej Polski. Jej narwiańska wersja jest jedną z atrakcji turystycznych Narwiańskiego Parku Narodowego.

## Technika pływania
Istnieją dwie podstawowe techniki pływania pychówką – „na pych” i „na ruma”. Pływanie na pych polega na odpychaniu się długim (3 metry i więcej), zwykle okutym wiosłem od dna rzeki. Gdy głębokość wody nie pozwala na odpychanie się od dna, albo gdy płynie się z prądem, stosuje się technikę „na ruma”. Polega ona na powolnym wiosłowaniu wzdłuż jednej burty, przy czym każde pociągnięcie wiosłem kończy się delikatnym, „zawijającym” odbiciem od burty. Stosuje się przy tym dźwignię, opierając wiosło o burtę. Ma to na celu skorygowanie kursu – jest to znacznie wydajniejsza metoda od wiosłowania ciężkim wiosłem na przemian z każdej burty.  